# 日本港灣列表
日本港灣列表（日语：／）是日本的港口。

## 概要
2017年（平成29年）4月1日現在日本国内有994港口。日本港口種類。
- 國際戰略港灣 -　5座
- 國際據點港灣 - 18座
- 重要港灣 - 102座
- 地方港灣 - 808座
- 56條港灣 - 61座

## 日本港灣列表

### 北海道地方
| 地區                       | 名稱港口   | 種類         | 位置           |
| -------------------------- | ---------- | ------------ | -------------- |
| 膽振綜合振興局             | 苫小牧港   | 國際據點港灣 | 苫小牧市       |
| 膽振綜合振興局             | 室蘭港     | 國際據點港灣 | 室蘭市         |
| 後志綜合振興局・石狩振興局 | 石狩湾新港 | 重要港灣     | 小樽市・石狩市 |
| 宗谷綜合振興局             | 稚內港     | 重要港灣     | 稚內市         |
| 渡島綜合振興局             | 函館港     | 重要港灣     | 函館市         |
| 後志綜合振興局             | 小樽港     | 重要港灣     | 小樽市         |
| 釧路綜合振興局             | 釧路港     | 重要港灣     | 釧路市         |
| 留萌振興局                 | 留萌港     | 重要港灣     | 留萌市         |
| 十勝綜合振興局             | 十勝港     | 重要港灣     | 廣尾郡廣尾町   |
| 鄂霍次克綜合振興局         | 紋別港     | 重要港灣     | 紋別市         |
| 鄂霍次克綜合振興局         | 網走港     | 重要港灣     | 網走市         |
| 根室振興局                 | 根室港     | 重要港灣     | 根室市         |